# معامل الانعكاس

تجربة لموجة جزء منها ينتقل والجزء الآخر ينعكس عند تغير الوسط التي تنتقل فيه الموجة فجأة.

يتم استخدام معامل الانعكاس (بالإنجليزية: Reflection coefficient)‏ ورمزه:{\displaystyle \Gamma } في الفيزياء والهندسة الكهربائية عند انتشار الموجات في الوسط الذي يحتوي على انقطاعات (يتكون من مقاطع عديدة). و معامل الانعكاس يصف إما سعة (القيمة العظمى) أو كثافة الموجة المنعكسة بالنسبة للموجة الأصلية.و يرتبط معامل الانعكاس ارتباطا وثيقا بمعامل انتقال الموجة {\displaystyle T}.

## الاتصالات
في علم الاتصالات، معامل الانعكاس هو نسبة سعة الموجة المنعكسة لسعة الموجة الأصلية. على وجه الخصوص، في حالة عدم اكتمال أو عند حدوث انقطاع في خط النقل، يكون معامل الانعكاس هو النسبة المركبة من شدة المجال الكهربائي للموجة المنعكسة ({\displaystyle E^{-}}) إلى شدة المجال الكهربى في الموجة الأصلية ({\displaystyle E^{+}}). يتم تمثيل هذا المعامل عادة بـالرمز {\displaystyle \Gamma } (حرف غاما كبير)، ويمكن كتابته في الصورة الآتية:
{\displaystyle \Gamma ={\frac {E^{-}}{E^{+}}}}
ويمكن أيضا التعبير عن معامل الانعكاس باستخدام أي صورة أخرى أو الكميات الأساسية للدائرة الكهربية.
ومن هنا يمكن التعبير عنه من المعادلات الآتية، حيث {\displaystyle Z_{S}} هي المعاوقة في اتجاه المصدر، {\displaystyle Z_{L}} هي المعاوقة في اتجاه الحمل:
{\displaystyle \Gamma ={Z_{L}-Z_{S} \over Z_{L}+Z_{S}}}
ملاحظة عندما يكون معامل الانعكاس ذو إشارة ة سالبة يعنى أن هناك تأخير في الطور بزاوية 1800
ويمكن حسابه أيضا بواسطة نسبة الموجة الموقوفة
{\displaystyle |\Gamma |={SWR-1 \over SWR+1}}
كما يمكن حسابه بيانيا بوسطة مخطط سميث.

## البصريات والموجات الصغرية
في علم البصريات يتم التعبير عن الشدة والسعة بالرمزين R وr على الترتيب.

## الأغشية النصف نافذة
معامل الانعكاس في الأغشية النصف نافذة يتعلق بكيف يمكن لهذا الغشاء أن يعكس جزيئات المذاب من المرور. يأخذ المعامل قيمة صفر في حالة أن جميع الجزيئات تمر من خلال الغشاء. ويأخذ قيمة الواحد في حال ان هذه الجزيئات لا يمكن أن تمر. ويتم استخدامه في معادلات ستارلينغ.

## الكابلات الكهربائية في محركات الكهربائية عالية الطاقة
معامل الانعكاس يميز سعة انعكاسات الجهد بين المحرك والعاكس.

## وصلات خارجية
- Flash tutorial for understanding reflection A flash program that shows how a reflected wave is generated , the reflection coefficient and VSWR